# أندريا ألان
أندريا ألان (بالإنجليزية: Andrea Allan)‏ هي ممثلة بريطانية، ولدت في 18 نوفمبر 1946 في غلاسكو في المملكة المتحدة.

## وصلات خارجية
- أندريا ألان على موقع IMDb (الإنجليزية)
- أندريا ألان على موقع قاعدة بيانات الفيلم (الإنجليزية)